# Palwinder Singh Cheema
Palwinder Singh Cheema (ur. 11 listopada 1982) – indyjski zapaśnik walczący w stylu wolnym. Olimpijczyk z Aten 2004, gdzie zajął piętnaste miejsce w kategorii 120 kg.
Czterokrotny uczestnik mistrzostw świata, ósmy w 2001. Brązowy medalista igrzysk azjatyckich w 2002 i 2006. Zdobył srebrny medal na mistrzostwach Azji w 2003 i 2004 a brązowy w 2005 i 2007. Triumfator igrzysk wspólnoty narodów w 2002. Mistrz Wspólnoty Narodów w 2003 i 2005. Zwycięzca MŚ juniorów w 2001 roku.
- Turniej w Atenach 2004

Przegrał z Markiem Garmulewiczem i Arturem Tajmazowem z Uzbekistanu.
W roku 2002 został laureatem nagrody Arjuna Award.